# Ланнівське газоконденсатне родовище
Ланнівське газоконденсатне родовище — належить до Машівсько-Шебелинського газоносного району Східного нафтогазоносного регіону України.

## Опис
Розташоване в Полтавській та Харківській областях на відстані 7 км від м. Берестин.
Знаходиться в центральній частині приосьової зони Дніпровсько-Донецької западини.
Структура виявлена в 1963-64 рр. і являє собою у відкладах пермі антикліналь півд.-сх. простягання, розташовану під козирком верхньоланнівського соляного штоку. Розміри структури по ізогіпсі — 3500 м 4,3х3,1 м, амплітуда 310 м. Перший промисл. приплив газу отримано з відкладів верхнього карбону з інт. 3911-3931 м у 1965 р.
Поклади пластові, склепінчасті, літологічно обмежені, екрановані З півночі заходу сіллю діапіра. Колектори — пісковики. Режим покладів газовий.
Експлуатується з 1971 р. Запаси початкові видобувні категорій А+В+С1: газу — 5862 млн. м³; конденсату — 103 тис. т.